# بنيامين كوفمان (لاعب كرة قدم)
بنيامين كوفمان (بالألمانية: Benjamin Kauffmann)‏ هو لاعب كرة قدم ألماني في مركز نصف الجناح، ولد في 14 يوليو 1988 في إنغولشتات في ألمانيا. لعب مع إنغولشتات 04 ونادي أونترهاخينغ.

## وصلات خارجية
- بنجامين كوفمان (لاعب كرة قدم) على موقع قاعدة بيانات كرة القدم.إي يو (الإنجليزية)
- بنجامين كوفمان (لاعب كرة قدم) على موقع بيانات كرة القدم. دي إي (الألمانية)